# گروه دارالشرق
گروه دارالشرق (انگلیسی: Dar Al Sharq Group) شرکت رسانه‌ای قطری است، که در سال ۱۹۸۶ توسط خالد بن ثانی الثانی تأسیس شد. دفتر مرکزی این شرکت در شهر دوحه، قطر قرار دارد و بخشی از سهام آن در بازار بورس تداول معامله می‌شود.